# 石钟慈
石钟慈（1933年12月—2023年2月13日），男，浙江鄞县人，中国计算数学家，中国科学院院士。现任中国科学院数学与系统科学研究院研究员，科学与工程计算国家重点实验室主任。

## 生平
1933年12月生于浙江省宁波市。1955年，毕业于复旦大学数学系。1956年，为中国首批赴苏联进修学者，攻读计算数学。
1960年，回国，任职于中国科学院计算技术研究所。1965年至1986年，任教于中国科学技术大学数学系。1987年至1991年，任中国科学院计算中心主任。1997年，任上海交通大学理学院院长。
2003年获得华罗庚数学奖。
2005年，获聘浙江万里学院校长。
2015年，因年龄原因卸任浙江万里学院校长，改任名誉校长。
2023年2月13日于北京去世。